# 納沃爾灣
納沃爾灣（英語：Narval Bay）是南極洲的海灣，位於南喬治亞群島，處於艾斯港北部，寬2.8公里，由蘇格蘭地質學家命名，在1957年由英國南極名稱諮詢委員會命名，由英國海外領土管轄。